# Теодора Велика Комнина
Теодора Велика Комнина (на гръцки: Θεοδώρα Μεγάλη Κομνηνή, Теодора Магели Комнина) e императрица на Трапезундската империя, която управлява еднолично от 1284 до 1285 г.

## Биография
Теодора е дъщеря на трапезундския император Мануил I Велики Комнин и грузинската принцеса Русудан Багратиони.
През 1284 г. с помощта на грузинския цар Давид VI Нарин Теодора успява да изземе властта в империята, възползвайки се от временното отсъствие на брат си Йоан II Велики Комнин. Управлението ѝ продължава една година, през която в Трапезунд са пуснати в обращение монети с образа на императрицата. През 1285 г. Теодора е свалена от власт под натиска на монголския илхан Аргун-хан, който през 1285 г. се явява с войските си на трапезундската граница. След това властта отново преминава в ръцете на Йоан II, който управлява още двадесет години. Предполага се, че Теодора се замонашва и живее до края на живота си в манастир.